# クリスティーナ・サンチェス
クリスティーナ・サンチェス・デ・パブロス(Cristina Sánchez de Pablos, 1972年2月20日 - )は、スペイン・マドリード県パルラ出身の闘牛士（女性）。スペインでもっとも有名な女性闘牛士である。

## 女性闘牛の歴史
18世紀半ばにはニコラサ・エスカミーリャ(Nicolasa Escamilla)、通称パフエレーラ(Pajuelera)が初の女性闘牛士となり、1816年にはフランシスコ・ゴヤが『闘牛技』の連作の中で『有名なパフエレーラがサラゴサ闘牛場で行った男勝りの勇気』を制作しているが、パフエレーラの時代の闘牛士は現代の代表的な闘牛士の形式である徒歩闘牛士ではなく、騎乗から雄牛と向き合う騎馬闘牛士だった。1726年頃にはフランシスコ・ロメーロがデビューし、ロメーロは徒歩闘牛士が活躍する現代闘牛の原型を作った。1862年にはギュスターヴ・ドレが女性の徒歩闘牛士を描いた『テレサ・ボルシ、アンダルシアの女性闘牛士』を制作している。
20世紀初頭には女性闘牛士の一座が巡業を行ったが、色物的存在だったと推測され、1908年に女性による闘牛の禁止令が出された。第二共和制期の1931年には非公式に女性闘牛が行われるようになり、1934年には女性闘牛が公式に復活した。1,000頭以上の雄牛を殺したフアニータ・クルス(Juanita Cruz)は最も多くの闘牛を行った女性闘牛士となり、ビルバオのビスタ・アレグレ闘牛場を満員にする人気を誇った。
1930年代後半のスペイン内戦後、フランコ政権下では女性闘牛が禁じられ、活動の継続を希望する女性闘牛士はラテンアメリカに渡ることを余儀なくされた。フランコ体制末期の1970年代初頭にはアンヘラ・フェルナンデス(Angela Fernandez)が裁判闘争を行って女性闘牛の復活を訴え、1980年代にはマリベル・アティエンサル(Mariber Atienzar)がメキシコで正闘牛士に昇格したが、この時代にはスペインの闘牛自体が衰退しており、アティエンサルは母国スペインで活躍することなく1987年に引退した。

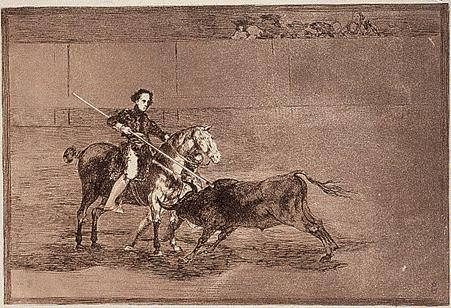
ゴヤ『有名なパフエレーラがサラゴサ闘牛場で行った男勝りの勇気』（1816年）
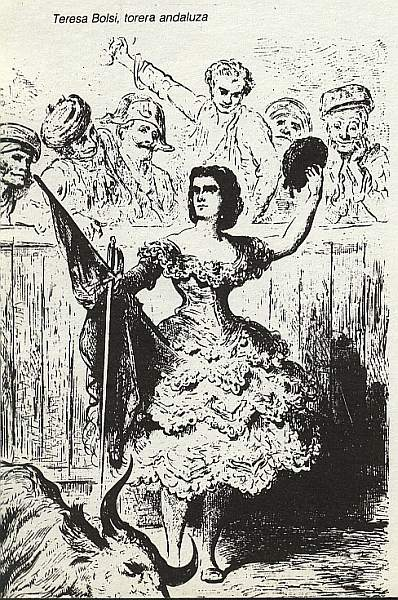
ドレ『テレサ・ボルシ、アンダルシアの女性闘牛士』（1862年）

## 経歴

### 見習・若牛闘牛士時代
クリスティーナ・サンチェスは1972年にマドリード市南部のパルラに生まれた。幼いころから闘牛士になる夢を持っていたため、闘牛士助手（バンデリジェーロ）だった父親のアントニオ・サンチェスは、雄牛の行動や生態について娘に教えた。母親は娘に美容師の道を歩ませたかったが、サンチェスはマドリード闘牛学校に通った。
エクアドルで闘牛士としてデビューし、見習闘牛士（シン・ピカドール）として129回、昇格した若牛闘牛士（コン・ピカドール）として141回の闘牛を経験した。320kgの若牛相手に初めての事故を起こしたのはビジャベルデ近くの田舎闘牛場での出来事である。角で空中に跳ねあげられた後に地面に叩きつけられ、四股で踏まれた上に腹部を突き刺され、子宮を損傷した。1995年7月8日、若牛闘牛士だったサンチェスは闘牛界の頂点にあるマドリードのラス・ベンタス闘牛場で初の興行を行った。

### 正闘牛士時代

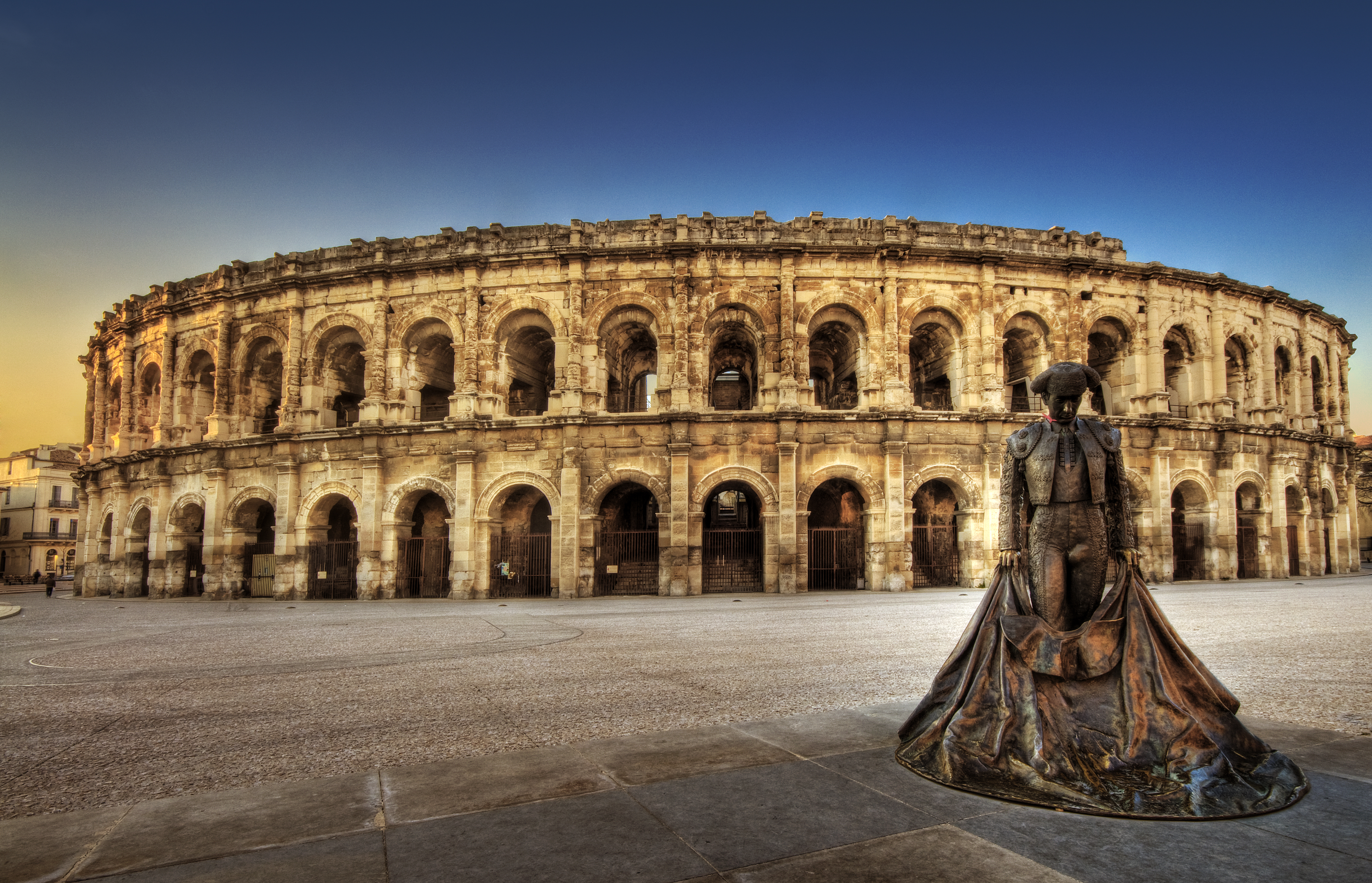
正闘牛士となったニーム闘牛場

1996年5月25日には老練な闘牛士であるクーロ・ロメロとホセ・マリア・マンサナレスを証人として、フランス・ニームにあるニーム闘牛場で正闘牛士（マタドール）に昇格し、1996年には第10位となる66回の闘牛を行い、130個の耳を得た。その後も一流の出場回数と耳獲得数を維持したが、伝統的価値観を持つ一級闘牛場の興行主は女性闘牛士の活躍を快く思っておらず、出場回数と獲得した耳の大部分は二級闘牛場と三級闘牛場で記録したものだった。
| 正闘牛士としての経歴 | 正闘牛士としての経歴 | 正闘牛士としての経歴 | 正闘牛士としての経歴 |
| 年                   | 出場回数             | 順位                 | 獲得した耳           |
| -------------------- | -------------------- | -------------------- | -------------------- |
| 1996年               | 66回                 | 第10位               | 130個                |
| 1997年               | 61回                 | 第12位               | 61個                 |
| 1998年               | 37回                 | 第23位               | 39個                 |
| 1999年               | 22回                 | 第39位               | 20個                 |

### 引退
サンチェスはスペインでの興行で316個の耳を得た。1999年8月19日、技術面の衰えの問題ではなく、男性闘牛士との確執が問題で引退した。2000年6月2日、ポルトガル人闘牛士助手であるアレシャンドレ・ダ・シウヴァと結婚し、2人の息子を儲けた。概して男性優位の職業である闘牛士として成功をおさめたサンチェスは、1990年代のフェミニスト運動の代表者であると多くの人にみなされている。
その名声はアメリカ合衆国にも届き、ユニビジョン（ウニビシオン）のテレビ番組「プレミア・インパクト」（プリメール・インパクト）では、司会者のマリア・セレステ・アララスがサンチェスの記事を紹介した。引退後には闘牛のテレビ解説者となり、2013年にはクアトロのリアリティ番組「エスペディシオン・インポシブレ」シーズン4に出演した。

## 文献

### その他の文献
- "Cristina Sánchez (bullfigher)", in Outstanding Women Athletes: Who They Are and How They Influenced Sports in America by Janet Woolum (Phoenix: Oryx Press, 1998), pp214–215